# Entomocorus gameroi
Entomocorus gameroi är en fiskart som beskrevs av Mago-leccia, 1984. Entomocorus gameroi ingår i släktet Entomocorus och familjen Auchenipteridae. Inga underarter finns listade i Catalogue of Life.